# (38074) 1999 GX19
1999 GX19 (asteroide 38074) é um asteroide da cintura principal. Possui uma excentricidade de 0.26679830 e uma inclinação de 4.74274º.
Este asteroide foi descoberto no dia 15 de abril de 1999 por LINEAR em Socorro.